# Crespinell pelut

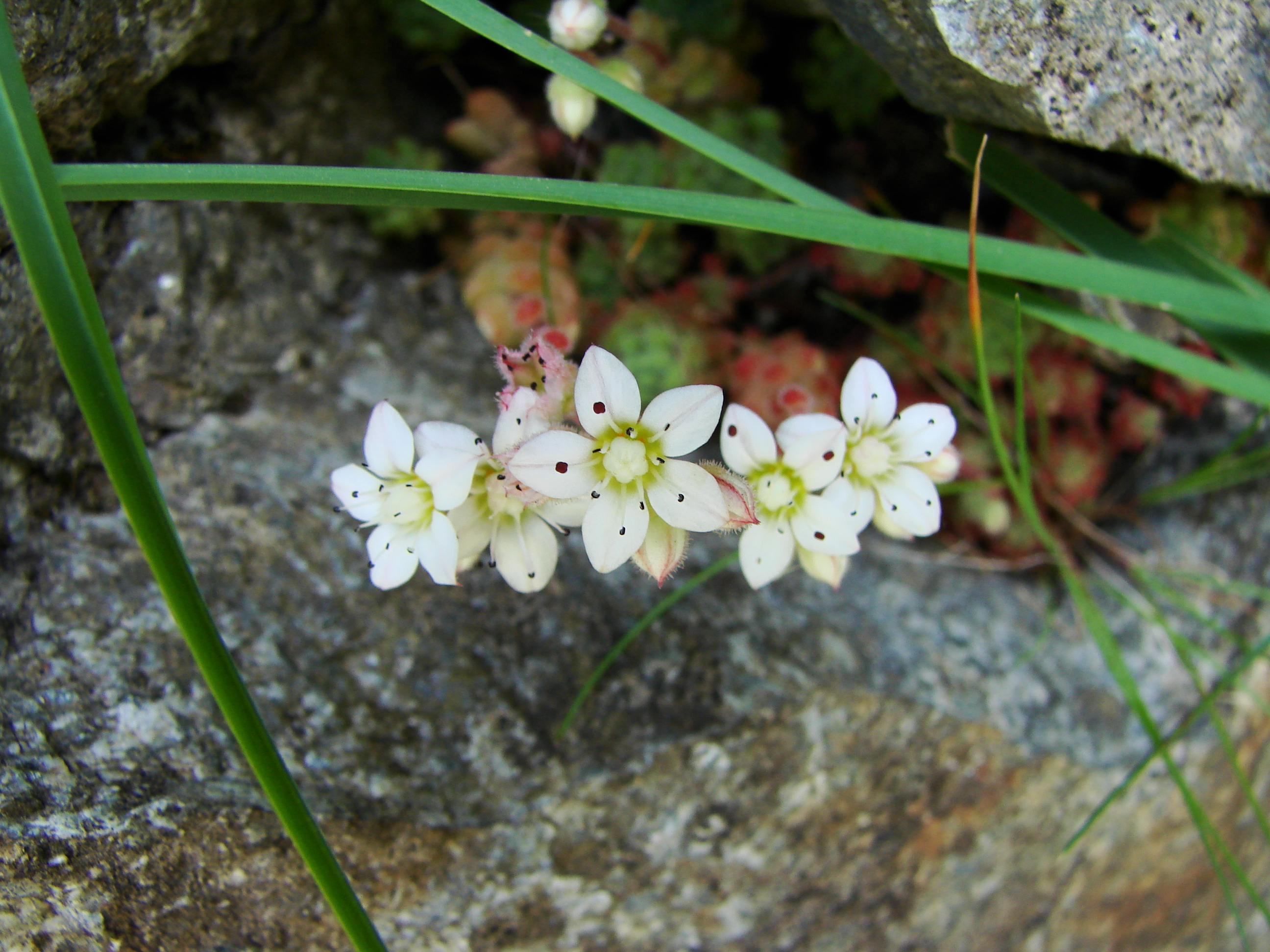
Detall de les flors

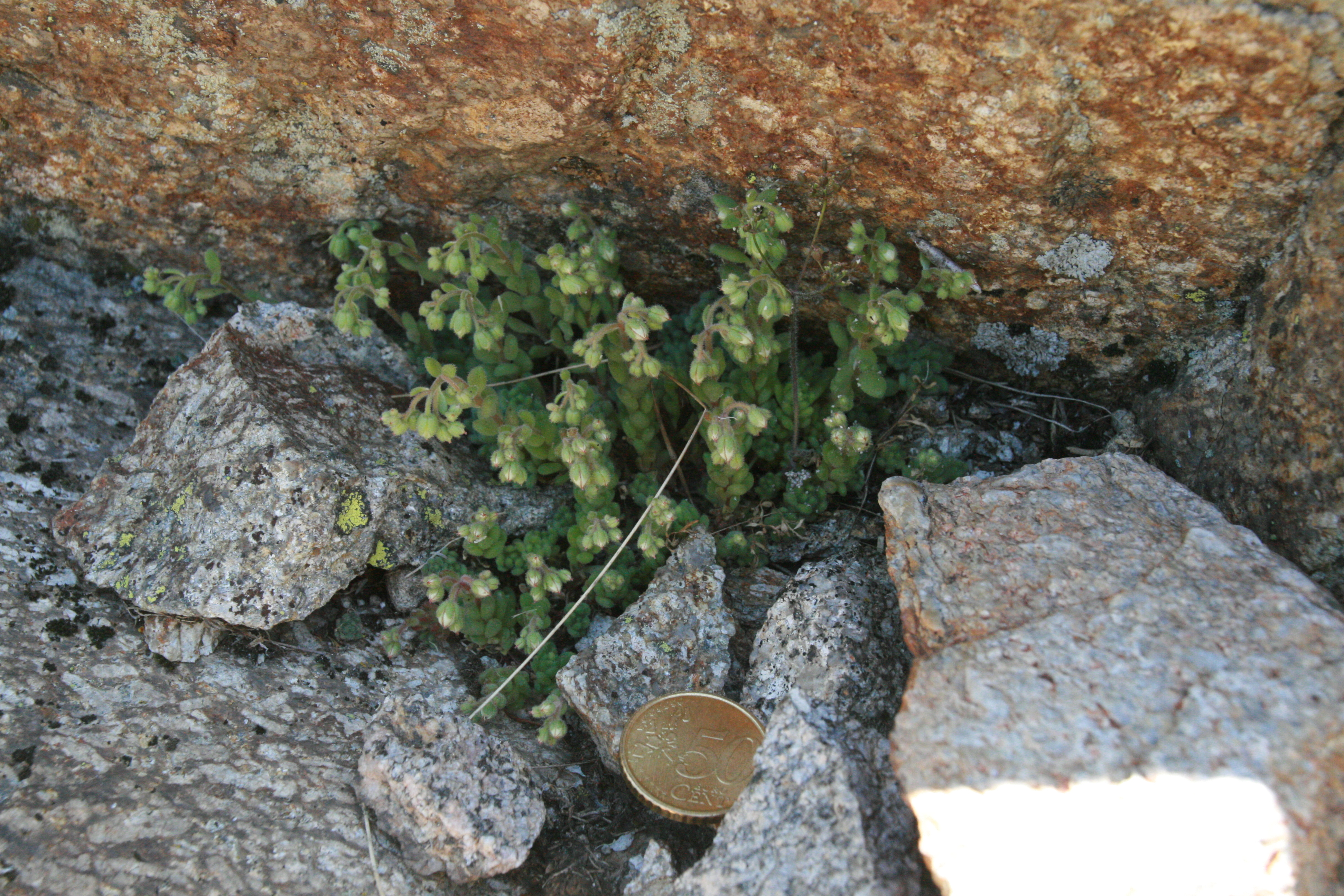
En el seu hàbitat

El Crespinell pelut  (Sedum hirsutum) és una espècie de la família de les crassulaceae.

## Descripció
És una planta perenne, pilosa-glandulosa en totes les seves parts, de vegades fins i tot alguna cosa viscosa. Arrel principal generalment desenvolupada, amb nombroses petites arrels fines que neixen també de les tiges laterals. Les tiges fan fins a 15 cm, que neixen del centre de les rosetes basals, poc dividides, foliosos; nombrosos tanys estèrils. Les fulles fan 6-14 x 1,5-5,5 mm, alternes o, de vegades, suboposades, obovales o oblongo-espatulades, carnoses, planes per la cara superior, verdoses. La inflorescència en panícula pauciflora, amb petites bràctees carnoses, oblongues. Les flors pentàmeres; pedicels 1,5-2,5 mm. Els sèpals 2,5-3 x 1,5-2,5 mm, oval-oblongs o ovals, aguts. Els pètals 5,5-6 (7) x 2,5-3 (3,5) mm, estretament oblongs, aguts, blancs o rosats, amb un nervi dorsal sovint vermellós, soldats a la base 1/3-1/4 de la seva longitud. Tenen 10 estams, més curts que els pètals; filaments blancs, generalment amb algunes papil·les hialines en les seves vores, anteres morades, en forma de ferradura. Els fol·licles 2,5-3,5 mm, erectes, de color castany clar, pilosos per la seva cara interna; l'estil d'1 mm. Tenen nombroses llavors diminutes, ovoides; testa encostellada; l'àpex agut. Té un nombre de cromosomes de n = 9; 2n = 18, 20, 60.

## Distribució i hàbitat
Es troba en penyals generalment granítics, quarsites, graveres, parets, murs, etc., sobre sòls pobres en bases, a una altitud de 0-2500 metres al sud-oest d'Europa i Nord d'Àfrica. Meitat septentrional de la península Ibèrica i rara en la meridional.

## Taxonomia
Sedum hirsutum va ser descrita per Carlo Allioni i publicat a Flora Pedemontana 2: 122, t. 65, f. 5. 1785.
Etimologia
' 'Sedum: 
Sedum: nom genèric, simple transposició del llatí sedum-i que en èpoques romanes designava determinades Crassulaceae (Sempervivum tectorum, Sedum album i Sedum acre), i emprat per Plini el Vell en la seva Hist. Nat, 18, 159.
hirsutum: epítet llatí que significa "pelut".
Sinonímia
- Leucosedum hirsutum (All.) Fourr.
- Oreosedum hirsutum (All.) Grulich
- Rosularia hirsuta (All.) Eggli
- Sedum hispidum Poir.
- Sedum winkleri var. maroccanum Font Quer[5]

subsp. baeticum Rouy
- Cotyledon winkleri (Willk.) Pérez Lara
- Oreosedum hirsutum subsp. baeticum (Rouy) Velayos
- Oreosedum winkleri (Willk.) Grulich
- Sedum winkleri (Willk.) Wolley-Dod
- Umbilicus winkleri Willk.

subsp. wilczekianum (Font Quer) Maire
- Rosularia wilczekiana (Font Quer) Eggli
- Sedum wilczekianum Font Quer